# 320
320是一個在319和321之間的自然數。

## 數學性質
- 合數，正因數有1、2、4、5、8、10、16、20、32、40、64、80、160和320。
質因數分解為{\displaystyle 2^{6}\times 5}。
- 第75個過剩數，真因數和為442，盈度為122。前一個為318、下一個為324。
  - 第76個半完全數，和為本身的其中一組因數為1、 4、 5、 8、 10、 16、 20、 32、 64、 160。前一個為318、下一個為324。
- 第89個十进制的哈沙德數。前一個為315、下一個為322。
- 十进制的等數位數。
- 正三百二十邊形為第38個可作圖多邊形。前一個為272、下一個為340。
- 哈沙德數
- Hadamard's maximal determinant problem的一個10 × 10矩陣中，填入0, 1最大可能值

## 天文領域
- NGC 320是鯨魚座的一個星系。
- OCL 320是仙后座的一個星系。
- AM 0031-320是玉夫座的一個星系。
- AM 0111-320是玉夫座的一個星系。
- AM 0504-320是天鴿座的一個星系。

## 科學領域
- 碳硼烷C2B10H12的熔點是320°C
- Og的沸點處大約於320 K和380 K(從其他惰性氣體的沸點趨勢估計)。
- 中波紫外線B光，波長介於290~320奈米

## 其他領域
- 前320年
- 320年
- 320國道
- 空中巴士A320。
- BMW 3系列中的320i
- ThinkPad中的ThinkPad 320
- 比特率中，320kbit/s是MP3音頻高質量的頻率上限
- Atari 7800的影像是320×200像素